# N/A
n/a (somme tider også N/A, N/a eller NA) er en engelsk forkortelse, der anvendes primært i informationstabeller. 
Akronymet kan have flere betydninger:
- "not applicable" – Ikke relevant, ugyldig – Denne bruges for eksempel, når to eller flere elementer ikke er kompatible, eller en betingelse ikke kan blive opfyldt.
- "not available" – Ikke tilgængelig, findes ikke – Betydningen af manglende data eller data, er midlertidigt utilgængelig.
- "no answers" – Intet svar – Kan anvendes, når det ikke giver mening at give et svar.
- "naturally aspirated" – ikke trykladet – Bruges for motorer uden turbo/kompressor.